# Tropocyclops miser
Tropocyclops miser – gatunek widłonoga z rodziny Cyclopidae. Nazwa naukowa tych skorupiaków została opublikowana w 1953 roku na podstawie prac naukowych austriackiego biologa i zoogeografa Vincenza Brehma.